# Den store flugt (film fra 1963)
 For alternative betydninger, se Den store flugt (flertydig). (Se også artikler, som begynder med Den store flugt)
Den store flugt (engelsk originaltitel: The Great Escape) er en amerikansk dramafilm, instrueret af John Sturges med en række stjerner som Steve McQueen, James Garner, Richard Attenborough, Charles Bronson og Donald Pleasence på rollelisten.
Filmen har en autentisk baggrund og handler om flugtforsøget fra den tyske krigsfangelejr Stalag Luft III 24. marts 1944. Der blev gravet tunneller og 76 fanger undslap, men 73 blev fanget, og 50 af dem blev henrettet efter ordre fra Adolf Hitler. MIS-X stod bag den store flugt.